# Marqueur social
Un marqueur social est un signe distinctif propre à un groupe qui permet l'identification d'un individu à un groupe socio-culturel ou une classe sociale. Le marquage social est un élément déterminant de la distinction et de l'identité. 